# Cattedrale di Sant'Andrea (Dundee)
La cattedrale di Sant'Andrea (in inglese: Cathedral of St. Andrew) è situata nella città di Dundee, in Scozia, ed è la cattedrale cattolica della diocesi di Dunkeld.

## Storia
La cattedrale è stata costruita dall'architetto George Mathewson ed è stata inaugurata il 7 agosto 1836. La zona del presbiterio, che contiene l'altare maggiore e stalli per i canonici della cattedrale, è stata aggiunta in seguito abbattendo la parete di fondo. Come risultato, la zona dell'altare è significativamente superiore al corpo della cattedrale. La cattedrale è anche insolito che il pavimento da sci da l'ingresso l'ingresso al santuario.

## Descrizione
La chiesa ha due altari laterali dedicati al Sacro Cuore di Gesù e a Maria, sotto il titolo di Nostra Signora del Perpetuo Soccorso. Nel vestibolo è presente una statua santo patrono della cattedrale, Sant'Andrea. Sul retro della cattedrale vi è il battistero accanto al quale è posta una rappresentazione della Pietà.